# Aeroport Internacional Reina Beatrix
L'Aeroport Internacional Reina Beatriu (codi IATA: AUA, codi OACI: TNCA) se situa a l'est de l'illa d'Aruba al Mar Carib a tan sols 4 km de la capital Oranjestad. Ofereix vols en major part cap als Estats Units, a més de a la majoria dels països del Carib, a alguns països costaners d'Amèrica del Sud i algunes parts d'Europa, en particular els Països Baixos. S'anomena Reina Beatriu dels Països Baixos, en honor de la cap d'Estat d'Aruba.
Aquest aeroport va ser utilitzat com a focus principal d'Air Aruba, que fou durant molts anys una companyia aèria. Abans de la separació d'Aruba de les Antilles Neerlandeses en 1986 també és un dels tres centres d'Air ALM. L'aeroport alberga una nova companyia aèria, Air Tiara, que va entrar en servei a l'abril de 2006
L'any 2007 es va inaugurar una nova terminal d'avions privats.

## Aerolínies i destins

### Nord-amèrica
- Air Canada
  - Toronto, Canadà / Aeroport Internacional Toronto Pearson

- American Airlines
  - Bòston, Estats Units / Aeroport Internacional Logan (Estacional)
  - Miami, Estats Units / Aeroport Internacional de Miami
  - Nova York, Estats Units / Aeroport Internacional John F. Kennedy

- CanJet
  - Montreal, Canadà / Aeroport Internacional Pierre Elliott Trudeau[1]

- Continental Airlines
  - Houston, Estats Units / Aeroport Intercontinental George Bush
  - Newark, Estats Units / Aeroport Internacional de Newark Liberty
  - Nova York, Estats Units / Aeroport LaGuardia

- Delta Air Lines
  - Atlanta, Estats Units / Aeroport Internacional Hartsfield-Jackson
  - Nova York, Estats Units / Aeroport Internacional John F. Kennedy

- JetBlue Airways
  - Bòston, Estats Units / Aeroport Internacional Logan
  - Nova York, Estats Units / Aeroport Internacional John F. Kennedy

- Skyservice
  - Toronto, Canadà / Aeroport Internacional Toronto Pearson

- Spirit Airlines
  - Fort Lauderdale, Estats Units / Aeroport Internacional Fort Lauderdale-Hollywood

- United Airlines
  - Chicago, Estats Units / Aeroport Internacional Chicago-O'Hare
  - Washington D.C., Estats Units / Aeroport Internacional de Washington-Dulles

- US Airways
  - Bòston, Estats Units / Aeroport Internacional Logan
  - Charlotte, Estats Units / Aeroport Internacional de Charlotte
  - Nova York, Estats Units / Aeroport LaGuardia (Estacional)
  - Filadèlfia (Pennsilvània) / Aeroport Internacional de Filadèlfia

### Centra-Amèrica i El Carib
- Arkefly
  - Willemstad (Curaçao) / Aeroport Internacional Hato

- Copa Holdings
  -  Copa Airlines
    - Ciutat de Panamà, Panamà / Aeroport Internacional de Tocumen

- Dutch Antilles Express
  - Kralendijk, Bonaire / Aeroport Internacional Flamingo
  - Willemstad (Curaçao) / Aeroport Internacional Hato

- Insel Air
  - Willemstad (Curaçao) / Aeroport Internacional Hato

- KLM
  - Kralendijk, Bonaire / Aeroport Internacional Flamingo

- Surinam Airways
  - Willemstad (Curaçao) / Aeroport Internacional Hato

- Tiara Air
  - Kralendijk, Bonaire / Aeroport Internacional Flamingo
  - Willemstad (Curaçao) / Aeroport Internacional Hato

### Amèrica de Sud
- Aires
  - Barranquilla, Colòmbia / Aeroport Internacional Ernesto Cortissoz

- Aserca Airlines
  - Caracas, Veneçuela / Aeroport Internacional de Maiquetía Simón Bolívar

- Avianca
  - Bogotà, Colòmbia / Aeroport Internacional El Dorado

- Avior Airlines
  - Caracas, Veneçuela / Aeroport Internacional de Maiquetía Simón Bolívar
  - València, Veneçuela / Aeroport Internacional Arturo Michelena

- Copa Holdings
  -  AeroRepública
    - Bogotà, Colòmbia / Aeroport Internacional El Dorado (Chárter)

- Surinam Airways
  - Paramaribo, Surinam / Aeroport Internacional Johan Adolf Pengel

- Tiara Air
  - Riohacha, Colòmbia / Aeroport Almirall Padilla

- Venezolana
  - Maracaibo, Veneçuela / Aeroport Internacional de La Chinita 
  - Caracas, Veneçuela / Aeroport Internacional de Maiquetía Simón Bolívar

### Europa
- Arkefly
  - Amsterdam, Països Baixos / Aeroport d'Amsterdam-Schiphol

- KLM
  - Amsterdam, Països Baixos / Aeroport d'Amsterdam-Schiphol
    -  Martinair
      - Amsterdam, Països Baixos / Aeroport d'Amsterdam-Schiphol

## De càrrega
- Amerijet International (Miami, Santiago (RD), Santo Domingo)
- DHL

## II Guerra Mundial
Durant la Segona Guerra Mundial l'aeroport fou usat per la Sisena Força Aèria de la Força Aèria de l'Exèrcit dels Estats Units per a defendre la navegació pel Canal de Panamà contra els submarins alemanys. Unitats de vol assignades a la zona foren:
- 59th Bombardment Squadron (9th Bombardment Group) 14 Jan-24 Sep 1942 (A-20 Havoc)
- 12th Bombardment Squadron (25th Bombardment Group) 10 Oct 1942–23 Nov 1943 (B-18 Bolo)
- 22d Fighter Squadron (36th Fighter Group) 2 Sep 1942-Apr 1943 (P-40 Warhawk)
- 32d Fighter Squadron (Antilles Air Command) 9 Mar 1943-Mar 1944 (P-40 Warhawk)